# Santo Stefano (La Maddalena)

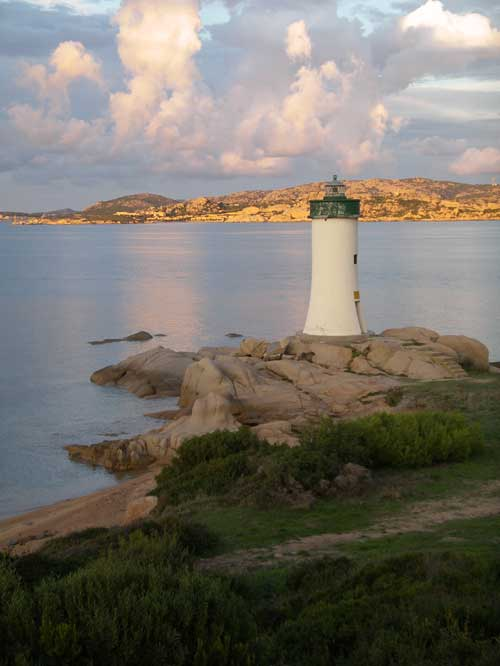
Blik op Santo Stefano vanuit Palau

Santo Stefano (volledig: Isola Santo Stefano) is een eiland in de La Maddalena-archipel voor de kust van het Italiaanse eiland Sardinië. Sinds 1994 maakt het deel uit van Nationaal park La Maddalena-archipel.
Het driehoekige eiland, gelegen ten noordoosten van Palau tussen Sardinië, Caprera en La Maddalena meet twee bij 2,5 kilometer en heeft een oppervlakte van ruim elf vierkante kilometer. Daarmee is het op drie na grootste eiland van de La Maddalena-archipel qua oppervlakte. Het hoogste punt van het eiland is de Monte Pan dello Zucchero en bevindt zich op 101 meter boven de zeespiegel. De aanblik van het eiland wordt bepaald door roze- en witkleurig graniet, gelegen in smaragdgroene wateren. Voor de westkust ligt het eilandje Della Paura. De enige belangrijke haven van het eiland is Cala di Vela Marina of Villamarina, een wigvormige haven aan de zuidzijde van het eiland.
Op het eiland is een enorme buste te vinden van de Italiaanse scheepscommandant en politicus Costanzo Ciano, die in opdracht van Benito Mussolini werd vervaardigd ter voltooiing van Ciano's mausoleum nabij Livorno. Op de hogergelegen delen van het eiland ligt het fort San Giorgio, gebouwd aan het eind van de 18e eeuw (het oorspronkelijke gebouw stamde uit 1773), in de volksmond ook wel fort van Napoleon genoemd. Bij de beroemde aanval van 23 februari 1793 op de archipel werd vanaf dit fort het centrum van de stad La Maddalena door de Corsicaanse generaal bestookt.
In 1972 verleende de toenmalige regering van Giulio Andreotti aan de Verenigde Staten van Amerika het recht om een Italiaanse marinebasis te gebruiken voor het herbergen van door kernenergie aangedreven onderzeeërs. Het Amerikaanse marineschip USS Emory S. Land (AS-39), dat jarenlang in de marinehaven gelegen was, vertrok op 27 september 2007 richting het Amerikaanse Bremerton. Op 25 januari 2008 werd de NAVO-basis gesloten. Met het sluiten van deze basis vertrok gelijk het grootste deel van de permanente inwoners; het toeristenoord Club Volturo is vooral gedurende de zomermaanden bewoond.
In juli 2009 zou Santo Stefano het toneel vormen voor de 35e bijeenkomst van de G8. Het relatief moeilijk toegankelijke eiland werd gekozen om onlusten zoals bij de G8-top in Genua in 2001 te voorkomen. Nadat in april 2009 de Italiaanse stad L'Aquila getroffen werd door een aardbeving, besloot men, om de regio rondom L'Aquila te helpen bij de wederopbouw, de G8-top daar te houden.